# Fred Jowett
Pour les articles homonymes, voir Jowett.
Frederick William Jowett (31 janvier 1864 - 1er février 1944) est un homme politique travailliste britannique .

## Jeunesse
Jowett est né à Bradford, Yorkshire de l'Ouest, le 31 janvier 1864. Il reçoit peu d'éducation formelle et à l'âge de huit ans travaille à mi-temps à l'usine de textile locale, passant à un travail à temps plein à l'âge de 13 ans . En 1886, il est promu superviseur et après avoir suivi des cours du soir de tissage et de design au Bradford Technical College (maintenant l'Université de Bradford), il est employé comme directeur de l'usine.
Jeune homme, Jowett lit les œuvres de William Morris et en 1887, il rejoint la Ligue socialiste . Cette organisation est gagnée à l'anarchisme après 1889 et la branche de Bradford est dissoute par la suite, poussant Jowett à rejoindre à la place l'Association électorale travailliste. Jowett est également un membre fondateur du Bradford Labour Union, un groupe formé pour soutenir les grévistes du Manningham Mills à Bradford. Jowett est un socialiste chrétien et est furieux lorsque des hommes d'église locaux critiquent les grévistes. Jowett répond en aidant à former la « Bradford Labour Church » dans la ville.

## Conseil municipal de Bradford
En 1892, Jowett est le premier socialiste à être élu au conseil municipal de Bradford  bien que Leonard Robinson ait remporté une élection sans opposition au quartier de Manningham plus tôt dans l'année . Quelques mois plus tard, Jowett fonde une branche du Parti travailliste indépendant à Bradford. En tant que membre du conseil, Jowett lance plusieurs réformes importantes qui sont finalement imitées par d'autres autorités. En 1904, Bradford devient la première autorité locale de Grande-Bretagne à offrir des repas scolaires gratuits. Une autre campagne réussie est le nettoyage d'un bidonville et son remplacement par de nouvelles maisons. Jowett est également un partisan de la réforme de la loi de 1834 sur les pauvres. Il est élu comme un gardien de la loi sur les pauvres et tente d'améliorer la qualité de la nourriture donnée aux enfants dans le Bradford Workhouse.

## Député de Bradford West

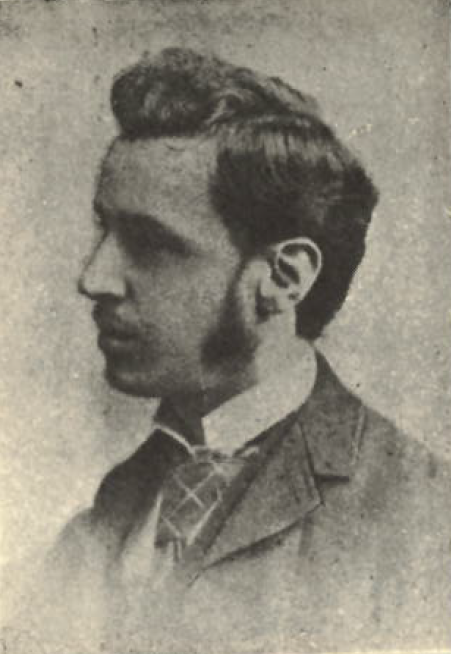
Jowett, vers 1900

Aux élections générales de 1900, Jowett est le candidat du Parti travailliste indépendant à Bradford West. Sa forte opposition à la seconde guerre des Boers lui a peut-être coûté l'élection, car il ne perd que par 41 voix.
La guerre des Boers étant terminée, Jowett remporte confortablement le siège aux élections générales de 1906 . À la Chambre des communes, Jowett tente de persuader le gouvernement de présenter un projet de loi qu'il a lancé à Bradford, comme un programme de repas scolaires. Jowett soutient David Lloyd George dans ses tentatives d'introduire des pensions de vieillesse en 1908. Cependant, il critique les sommes insuffisantes en jeu et l'utilisation du critère des moyens. Au cours de cette période, Jowett s'impose comme l'une des principales figures de gauche de la Chambre des communes et, en 1909, est élu président du Parti travailliste indépendant.
Jowett est réélu aux élections générales de janvier 1910 et décembre 1910. Dans la Socialist Review, Jowett suggère un nouveau système de gouvernement. Il fait valoir que le système du Cabinet devrait être aboli et remplacé par des comités représentant tous les partis politiques. Jowett pense que cela donnerait plus de pouvoir aux députés. Cette proposition est impopulaire auprès des dirigeants qui estiment que cela minerait leur pouvoir si le Parti travailliste formait le prochain gouvernement. Cette controverse met Jowett en conflit avec le chef du parti, Ramsay MacDonald. Dans une tentative de maintenir l'unité du parti, Jowett accepte de démissionner de son poste de président du parti.
Comme beaucoup de socialistes, Jowett s'oppose à l'implication de la Grande-Bretagne dans la Première Guerre mondiale. Il soutient ceux qui résistent à la conscription et exigent de lourdes taxes sur les bénéfices de la guerre. Jowett appelle le gouvernement britannique à assumer le contrôle total de l'économie pendant le conflit. Aux élections générales de 1918, tous les députés travaillistes qui se sont opposés à la guerre, notamment Jowett, Ramsay MacDonald, George Lansbury et Philip Snowden, perdent leur siège .

## Député de Bradford East
Aux élections générales de 1922, Jowett est élu pour Bradford East . Lorsque Ramsay MacDonald devient le premier premier ministre travailliste de Grande-Bretagne en 1924, Jowett est nommé premier commissaire aux travaux et conseiller privé. L'une de ses réalisations en tant que ministre est d'obtenir l'argent nécessaire pour réparer et moderniser 60 000 maisons construites par le gouvernement.
Jowett est battu aux élections générales de 1924 et, alors qu'il n'est pas à la Chambre des communes, profite de l'occasion pour examiner les futures politiques du Parti travailliste indépendant . En 1926, il produit un rapport sur le socialisme à notre époque qui plaide pour un revenu minimum national avec le socialisme complet comme objectif à long terme. Ramsay MacDonald refuse d'approuver le rapport et, maintenant en désaccord avec l'ILP, décide de démissionner du parti. Jowett est réélu à la Chambre des communes à l'élection générale de 1929, mais MacDonald ne lui offre pas de place dans son gouvernement. Jowett s'oppose à la formation du gouvernement national et perd par conséquent son siège aux élections générales de 1931. L'année suivante, Jowett et le parti travailliste indépendant se désaffilient du parti travailliste.
Jowett se présente à nouveau à Bradford East en 1935, cette fois en tant que candidat de l'ILP, face à un opposant du parti travailliste, Wilfred Heywood. Il est malade pendant la campagne, alors ses collègues de l'ILP assurent presque toute l'activité. Jowett bat Heywood, mais avec une réduction substantielle de son vote, et ne peut prendre que la deuxième place .

## Mort et héritage
Le Parti travailliste indépendant s'est opposé à l'implication de la Grande-Bretagne dans la Seconde Guerre mondiale. Il est très critique de la façon dont le gouvernement dirige le pays pendant le conflit. Jowett affirme que la politique d'égalité de sacrifice du gouvernement n'est que de la propagande et souligne que les salaires des travailleurs sont bien inférieurs à la hausse des prix.
Jowett est mort à Bradford le 1er février 1944, âgé de 80 ans .